# Matjaž Schmidt
Matjaž Schmidt [matjáž- šmít], slovenski akademski slikar in ilustrator, * 7. februar 1948, Ljubljana, Slovenija, † 29. september 2010.

## Življenje
Schmidt se je rodil v Ljubljani, kjer je obiskoval tudi osnovno šolo in gimnazijo. Po gimnaziji se je najprej vpisal na Fakulteto za arhitekturo, kasneje pa se je prepisal na Akademijo za likovno umetnost in oblikovanje v Ljubljani, kjer je tudi specializiral iz ilustratorstva. 
Prvo službo je dobil kot dizajner v oglaševalskem podjetju, kasneje pa je postal učitelj likovne vzgoje. Poleg teh poklicev je ilustriral za različne časopise in, ko je bilo ilustratorskega dela preveč, je pustil službo in postal samostojni umetnik. Skupaj z ženo Jelko Godec Schmidt sta ustvarjala v domačem ateljeju.
Poleg ilustracij za otroške revije se je ukvarjal z risanjem stripov po slovenskih ljudskih pripovedkah, svoje ilustracije pa je dajal na ogled v raznih samostojnih razstavah. Seveda je sodeloval tudi z različnimi otroškimi pisatelji, katerih slikanice je opremljal s svojimi ilustracijami.
1. ↑  data.bnf.fr: platforma za odprte podatke — 2011.
2. ↑  Arhiv likovne umetnosti — 2003.